# Lucy Lawless
Lucy Lawless, geboren als Lucille Frances Ryan (Auckland, 29 maart 1968) is een Nieuw-Zeelands actrice en zangeres die bekend is geworden door haar titelrol in de televisieserie Xena: Warrior Princess.

## Biografie
Lawless was de vijfde van zeven kinderen van Frank en Julie Ryan, maar hun eerste dochter. Ze was altijd een beetje een jongensachtig meisje, doordat ze zoveel broers had en nog geen enkele zus. Oorspronkelijk had ze donkerblond haar, maar dat heeft ze zwart geverfd voor Xena: Warrior Princess.
Lawless heeft een tijdje opera gestudeerd, maar is daarmee gestopt. Ook heeft ze een jaartje Italiaans, Frans en Duits gestudeerd aan de universiteit van Auckland. Ze stopte met de opleiding en reisde door Europa met haar vriend Garth Lawless tot hun geld op was. Daarna gingen ze werken in Australië om geld te verdienen om hun reis voort te kunnen zetten.
Lawless trouwde toen ze in Australië waren. Het paar ging terug naar Nieuw-Zeeland waar ze een dochter kregen. In 1989 werd Lawless verkozen tot Mrs. Nieuw-Zeeland. Ze wilde actrice worden en na een rolletje in een televisiereclame kreeg ze haar eerste echte acteerbaan in de serie Funny Business.
Lawless werkte mee aan verschillende televisieseries, zoals Marlin Baty en The Black Stallion. Ook speelde ze in de Australische film Peach (1995), een film met een lesbische thematiek. Haar eerste grotere rol was die van Lysia in Hercules and the Amazon Woman. Lawless' echte doorbraak kwam in een andere Hercules-aflevering. Eigenlijk zou Vanessa Angel die rol spelen maar zij werd ziek. Lawless werd gevraagd haar te vervangen, omdat ze bij die eerste gastrol een bijzondere indruk op de producers had gemaakt. Lawless speelde de rol van de oorlogszuchtige Xena in drie Hercules-afleveringen en kreeg daarna in 1995 een eigen spin-offserie: Xena: Warrior Princess. De serie werd een wereldwijd succes en critici menen dat de herkenbaarheid van Lawless daar een groot aandeel in had, ondanks – of misschien juist dankzij - het feit dat ze nog niet eerder zo’n grote rol had gehad.
Nadat Xena: Warrior Princess in 2001 na zes seizoenen stopte, verscheen zij in een gastrol in de televisieserie The X-Files (2001) en speelde mee in de serie Tarzan (2003) van Warner Bros. Television, die wegens te lage kijkcijfers na acht afleveringen werd stopgezet. Ook speelde ze een aantal kleine rollen in de films Spider-Man (2002), EuroTrip (2004), Boogeyman (2005) en Locusts (2005).
In 1997 maakte Lawless haar toneeldebuut als Betty Rizzo in Grease. In 2002 deed ze mee aan De Vagina Monologen van Eve Ensler in Auckland. Lawless is te zien in de remake van Battlestar Galactica. Hierin speelt zij de rol van Number Three (D'anna Biers).
Lawless heeft meegedaan aan het Amerikaanse programma Celebrity Duets waarmee een droom van haar werkelijkheid werd, namelijk zingen. Zij moest in dit programma duetten zingen met beroemde zangers/zangeressen. Ze haalde de finale, maar heeft niet gewonnen. In 2007 gaf ze concerten onder de titel Come to Mamma, waarin ze een aantal bekende alsmede eigen nummers zingt. Ook heeft ze in 2007 een contract getekend voor een nieuwe televisieserie getiteld; Football-wives, gebaseerd op de Engelse serie.
Lawless is gescheiden van haar eerste echtgenoot en deelt met hem de voogdij over hun dochter. In 1998 is Lawless met uitvoerend producent (van Xena) Rob Tapert getrouwd in Santa Monica, Californië. Lawless en Tapert hebben samen twee kinderen.
Door de dubbelzinnigheid van Xena’s seksuele geaardheid verzamelde Lawless in de loop der jaren een grote groep fans in lesbische kringen. Hoewel ze zelf heteroseksueel is, omarmt ze haar reputatie als homo-icoon door te verschijnen op homo-evenementen als de Gay Pride in Sydney.
Op 7 februari 2013 werd Lucy Lawless samen met zeven andere Greenpeace-activisten veroordeeld voor een protestactie op een olieschip van Shell een jaar eerder. Hoewel ze een boete moest betalen en een taakstraf moest vervullen, sprak ze zelf van een "overwinning".

## Filmografie
- Minions: The Rise of Gru (2022)
- My Life is Murder (2019 - 2022)
- Ash vs Evil Dead (2015-2018)
- Top of the Lake (2013)
- Spartacus: Vengeance (2012)
- Spartacus: Gods of the Arena (2011)
- Spartacus: Blood and Sand (2010)
- Bitch Slap (2009)
- Bedtime Stories (2008)
- Justice League: The New Frontier (2008)
- Dragonlance: Dragons of Autumn Twilight (2008)
- Curb Your Enthusiasm - season 6 (2007)
- Football Wives (2007)
- The Darkroom (2006)
- Two and a Half Men (gastrol) (2005)
- Battlestar Galactica (2005-2009)
- Boogeyman (2005)
- EuroTrip (2004)
- Tarzan (2003)
- Spider-Man (2002)
- Hercules & Xena: Wizards of the Screen (1997)
- Hercules: The Legendary Journeys (1995-1998)
- Xena: Warrior Princess (1995-2001)
- Peach (1995)
- Locusts: Day of Destruction (1995)
- The Rainbow Warrior (1992)
- The End of the Golden Weather (1991)
- A Bitter Song (1990)
- Within the Law (1990)